# Насибов, Николай Насибович
Никола́й Наси́бович Наси́бов (до смены имени — Насиб Насибович Наси́бов ; 15 декабря 1929, Марнеульский муниципалитет — 31 декабря 1996, Москва) — жокей, многократный чемпион Европы и СССР, государственный тренер скаковых лошадей.

## Биография
Родился в многодетной семье богатого азербайджанского помещика. В 1933 году отца Николая расстреляли большевики. Год спустя скончалась его мать, и Николай и двое его старших братьев (старшему было 8) стали беспризорниками. Николай переболел многими болезнями. За ним ухаживала русская женщина, которой он впоследствии анонимно посылал деньги на протяжении 12 лет.
В 1944 году известный московский тренер Иван Фомин забрал мальчика с Кулларского конного завода, где тот пас лошадей, и начал с ним заниматься. В этом же году Насибов впервые выступил на Ростовском ипподроме.
Насибов одержал более 650 побед в разных соревнованиях, а также трижды выигрывал приз Европы в 1965—1967 годах на скачках в Кёльне на жеребце Анилине (к/з "Восход"). За свою жокейскую карьеру Николай Насибов установил множество рекордов Советского Союза, выиграл 25 дерби, завоевал более сотни призов на различных международных конных соревнованиях.
На московском ипподроме разыгрывается «Кубок Николая Насибова». Известен портрет Н. Насибова кисти ленинградского живописца И. С. Иванова-Сакачёва.
Его сын Михаил Насибов (1953—2021) был массажистом сборной России по футболу и московского ЦСКА.